# ادا مدیا
ادا مدیا (انگلیسی: Edda Media) شرکت رسانه‌ای نروژی است، که در سال ۱۹۸۳ تأسیس شد.